# 라이히스뷔르거 운동
라이히스뷔르거 운동(독일어: Reichsbürgerbewegung)은 20세기 후반부터 현재까지 진행되고 있는 독일과 기본법의 합법성과 정당성을 거부하는 반헌법적 수정주의 운동이다. 라이히스뷔르거 운동에는 여러 정치적 스펙트럼이 혼재되어 있으며, 군주주의, 극우 및 반유대주의 사상을 지닌 인원들도 포함되어 있다.
라이히스뷔르거 운동의 공통적인 목표는 제2차 세계 대전 이전에 존재하던 독일국 체제의 재건이며, 이 운동과 관련된 인물과 여러 사건은 독일 당국와 언론의 주시를 받고 있다.